# Volta Ciclista a Catalunya 2012
92. edycja wyścigu kolarskiego Volta Ciclista a Catalunya odbyła się od 19 do 25 marca 2012 roku. Liczyła siedem etapów, o łącznym dystansie 1206,1 km. Wyścig zaliczany był do rankingu światowego UCI World Tour 2012.
W wyścigu wystartowało sześciu Polaków: Jacek Morajko i Tomasz Marczyński z grupy Vacansoleil-DCM, Rafał Majka z Team Saxo Bank, Sylwester Szmyd oraz Maciej Paterski z Liquigas-Cannondale i Michał Gołaś w barwach Omega Pharma-Quick Step.
Najlepiej z Polaków wypadł Sylwester Szmyd, który w klasyfikacji generalnej zajął 13. miejsce, a do tego na czwartym i piątym etapie dwukrotnie stanął na najniższym stopniu podium. Jego kolega z drużyny Maciej Paterski wyścig ukończył na 58. pozycji. Michał Gołaś zmagania ukończył na 66. miejscu, a ponadto dojechał jako drugi na metę 3. etapu, który został skrócony z 210,9 do 155 km w związku z zalegającym w górach śniegiem. Z dobrej strony zaprezentował się również Tomasz Marczyński, który w klasyfikacji generalnej zajął 68. miejsce i wygrał klasyfikację sprinterską. Rafał Majka i Jacek Morajko nie ukończyli wyścigu.

## Uczestnicy
Na starcie tego wieloetapowego wyścigu stanęły 23 zawodowe grupy kolarskie.
Lista drużyn uczestniczących w wyścigu:
| Numery  | Kod | Zespół                 |
| ------- | --- | ---------------------- |
| 1-8     | A2R | Ag2r-La Mondiale       |
| 11-18   | AST | Pro Team Astana        |
| 21-28   | BMC | BMC Racing Team        |
| 31-38   | EUS | Euskaltel-Euskadi      |
| 41-48   | FDJ | FDJ-BigMat             |
| 51-58   | GRM | Garmin-Barracuda       |
| 61-68   | GEC | GreenEdge Cycling Team |
| 71-78   | KAT | Team Katusha           |
| 81-88   | LAM | Lampre-ISD             |
| 91-98   | LIQ | Liquigas-Cannondale    |
| 101-108 | LTB | Lotto-Belisol          |
| 111-118 | MOV | Movistar Team          |

| Numery  | Kod | Zespół                  |
| ------- | --- | ----------------------- |
| 121-126 | OPQ | Omega Pharma-Quick Step |
| 131-138 | RAB | Rabobank Cycling Team   |
| 141-148 | RNT | RadioShack-Nissan-Trek  |
| 151-158 | SKY | Sky Procycling          |
| 161-168 | SAX | Team Saxo Bank          |
| 171-178 | VCD | Vacansoleil-DCM         |
| 181-188 | ACG | Andalucía               |
| 191-198 | CJR | Caja Rural              |
| 201-208 | COF | Cofidis                 |
| 211-218 | PRO | Project 1t4i            |
| 221-228 | SAU | Saur-Sojasun            |

## Etapy
| Etap | Data     | Start – Meta                     | km    | Typ         | Zwycięzca etapu  | Lider            |
| ---- | -------- | -------------------------------- | ----- | ----------- | ---------------- | ---------------- |
| 1.   | 19 marca | Calella                          | 138,9 | pagórkowaty | Michael Albasini | Michael Albasini |
| 2.   | 20 marca | Girona                           | 161   | płaski      | Michael Albasini | Michael Albasini |
| 3.   | 21 marca | La Vall d’en Bas – Port Ainé     | 155   | górski      | Janez Brajkovič  | Michael Albasini |
| 4.   | 22 marca | Tremp – Ascó                     | 199   | płaski      | Rigoberto Urán   | Michael Albasini |
| 5.   | 23 marca | Ascó – Manresa                   | 207,1 | pagórkowaty | Julien Simon     | Michael Albasini |
| 6.   | 24 marca | Sant Fruitós de Bages – Badalona | 169,4 | płaski      | Samuel Sánchez   | Michael Albasini |
| 7.   | 25 marca | Badalona – Barcelona             | 119,8 | pagórkowaty | Julien Simon     | Michael Albasini |

### Etap 1 – 19.03: Calella > Calella, 138,9 km
| #   | Zawodnik          | Zespół | Czas       |
| --- | ----------------- | ------ | ---------- |
| 1   | Michael Albasini  | GEC    | 3h 20' 04" |
| 2   | Anthony Delaplace | SAU    | + 42"      |
| 3   | Nicolas Edet      | COF    | + 01' 14"  |
|     |                   |        |            |
| 20  | Michał Gołaś      | OPQ    | + 01' 32"  |
| 73  | Maciej Paterski   | LIQ    | + 01' 32"  |
| 101 | Tomasz Marczyński | VCD    | + 01' 32"  |
| 105 | Sylwester Szmyd   | LIQ    | + 01' 32"  |
| 125 | Rafał Majka       | SAX    | + 01' 32"  |
| 156 | Jacek Morajko     | VCD    | + 01' 32"  |

| #   | Zawodnik          | Zespół | Czas       |
| --- | ----------------- | ------ | ---------- |
| 1   | Michael Albasini  | GEC    | 3h 20' 04" |
| 2   | Anthony Delaplace | SAU    | + 42"      |
| 3   | Nicolas Edet      | COF    | + 01' 14"  |
|     |                   |        |            |
| 20  | Michał Gołaś      | OPQ    | + 01' 32"  |
| 73  | Maciej Paterski   | LIQ    | + 01' 32"  |
| 101 | Tomasz Marczyński | VCD    | + 01' 32"  |
| 105 | Sylwester Szmyd   | LIQ    | + 01' 32"  |
| 125 | Rafał Majka       | SAX    | + 01' 32"  |
| 156 | Jacek Morajko     | VCD    | + 01' 32"  |

### Etap 2 – 20.03: Girona > Girona, 161 km
| #   | Zawodnik          | Zespół | Czas       |
| --- | ----------------- | ------ | ---------- |
| 1   | Michael Albasini  | GEC    | 3h 52' 07" |
| 2   | Dario Cataldo     | OPQ    | + 0"       |
| 3   | Rigoberto Urán    | SKY    | + 0"       |
|     |                   |        |            |
| 21  | Sylwester Szmyd   | LIQ    | + 0"       |
| 46  | Rafał Majka       | SAX    | + 51"      |
| 61  | Maciej Paterski   | LIQ    | + 01' 49"  |
| 98  | Tomasz Marczyński | VCD    | + 02' 09"  |
| 128 | Michał Gołaś      | OPQ    | + 06' 51"  |
| 167 | Jacek Morajko     | VCD    | + 13' 12"  |

| #   | Zawodnik          | Zespół | Czas       |
| --- | ----------------- | ------ | ---------- |
| 1   | Michael Albasini  | GEC    | 7h 12' 11" |
| 2   | Ryder Hesjedal    | GRM    | + 01' 32"  |
| 3   | Mickaël Cherel    | A2R    | + 01' 32"  |
|     |                   |        |            |
| 27  | Sylwester Szmyd   | LIQ    | + 01' 32"  |
| 51  | Rafał Majka       | SAX    | + 02' 23"  |
| 62  | Maciej Paterski   | LIQ    | + 03' 31"  |
| 91  | Tomasz Marczyński | VCD    | + 03' 41"  |
| 118 | Michał Gołaś      | OPQ    | + 08' 23"  |
| 167 | Jacek Morajko     | VCD    | + 14' 44"  |

### Etap 3 – 21.03: La Vall d’en Bas > Canturri, 155 km
| #  | Zawodnik          | Zespół |  |
| -- | ----------------- | ------ |  |
| 1  | Janez Brajkovič   | AST    |  |
| 2  | Michał Gołaś      | OPQ    |  |
| 3  | Matteo Carrara    | VCD    |  |
|    |                   |        |  |
| 3  | Michał Gołaś      | OPQ    |  |
| 54 | Sylwester Szmyd   | LIQ    |  |
| 64 | Tomasz Marczyński | VCD    |  |
| 70 | Jacek Morajko     | VCD    |  |
| 73 | Maciej Paterski   | LIQ    |  |

| #   | Zawodnik          | Zespół | Czas       |
| --- | ----------------- | ------ | ---------- |
| 1   | Michael Albasini  | GEC    | 7h 12' 12" |
| 2   | Ryder Hesjedal    | GRM    | + 01' 32"  |
| 3   | Mickaël Cherel    | A2R    | + 01' 32"  |
|     |                   |        |            |
| 26  | Sylwester Szmyd   | LIQ    | + 01' 32"  |
| 52  | Maciej Paterski   | LIQ    | + 03' 21"  |
| 77  | Tomasz Marczyński | VCD    | + 03' 41"  |
| 97  | Michał Gołaś      | OPQ    | + 08' 23"  |
| 134 | Jacek Morajko     | VCD    | + 14' 44"  |

### Etap 4 – 22.03: Tremp > Ascó, 199 km
| #  | Zawodnik          | Zespół | Czas       |
| -- | ----------------- | ------ | ---------- |
| 1  | Rigoberto Urán    | SKY    | 5h 13' 12" |
| 2  | Denis Mienszow    | KAT    | + 0"       |
| 3  | Sylwester Szmyd   | LIQ    | + 0"       |
|    |                   |        |            |
| 3  | Sylwester Szmyd   | LIQ    | + 0"       |
| 57 | Maciej Paterski   | LIQ    | + 01' 56"  |
| 70 | Michał Gołaś      | OPQ    | + 01' 56"  |
| 77 | Tomasz Marczyński | VCD    | + 06' 35"  |

| #  | Zawodnik              | Zespół | Czas        |
| -- | --------------------- | ------ | ----------- |
| 1  | Michael Albasini      | GEC    | 12h 25' 24" |
| 2  | Steve Morabito        | BMC    | + 01' 32"   |
| 3  | Jurgen Van den Broeck | LTB    | + 01' 32"   |
|    |                       |        |             |
| 14 | Sylwester Szmyd       | LIQ    | + 01' 32"   |
| 49 | Maciej Paterski       | LIQ    | + 05' 17"   |
| 68 | Tomasz Marczyński     | VCD    | + 10' 16"   |
| 72 | Michał Gołaś          | OPQ    | + 10' 19"   |

### Etap 5 – 23.03: Ascó > Manresa, 207,1 km
| #  | Zawodnik          | Zespół | Czas       |
| -- | ----------------- | ------ | ---------- |
| 1  | Julien Simon      | SAU    | 4h 58' 27" |
| 2  | Rigoberto Urán    | SKY    | + 0"       |
| 3  | Sylwester Szmyd   | LIQ    | + 0"       |
|    |                   |        |            |
| 3  | Sylwester Szmyd   | LIQ    | + 0"       |
| 46 | Tomasz Marczyński | VCD    | + 04' 59"  |
| 80 | Maciej Paterski   | LIQ    | + 12' 46"  |
| 91 | Michał Gołaś      | OPQ    | + 12' 46"  |

| #  | Zawodnik              | Zespół | Czas        |
| -- | --------------------- | ------ | ----------- |
| 1  | Michael Albasini      | GEC    | 17h 23' 51" |
| 2  | Jurgen Van den Broeck | LTB    | + 01' 32"   |
| 3  | Daniel Martin         | GRM    | + 01' 32"   |
|    |                       |        |             |
| 13 | Sylwester Szmyd       | LIQ    | + 01' 32"   |
| 54 | Tomasz Marczyński     | VCD    | + 15' 15"   |
| 63 | Maciej Paterski       | LIQ    | + 18' 03"   |
| 75 | Michał Gołaś          | OPQ    | + 23' 05"   |

### Etap 6 – 24.03: Sant Fruitós de Bages > Badalona, 169,4 km
| #   | Zawodnik          | Zespół | Czas       |
| --- | ----------------- | ------ | ---------- |
| 1   | Samuel Sánchez    | EUS    | 4h 04' 50" |
| 2   | Allan Davis       | GEC    | + 2"       |
| 3   | Julien Simon      | SAU    | + 2"       |
|     |                   |        |            |
| 15  | Michał Gołaś      | OPQ    | + 2"       |
| 33  | Sylwester Szmyd   | LIQ    | + 2"       |
| 37  | Maciej Paterski   | LIQ    | + 2"       |
| 118 | Tomasz Marczyński | VCD    | + 06' 30"  |

| #  | Zawodnik              | Zespół | Czas        |
| -- | --------------------- | ------ | ----------- |
| 1  | Michael Albasini      | GEC    | 21h 28' 43" |
| 2  | Samuel Sánchez        | EUS    | + 01' 30"   |
| 3  | Jurgen Van den Broeck | LTB    | + 01' 32"   |
|    |                       |        |             |
| 13 | Sylwester Szmyd       | LIQ    | + 01' 32"   |
| 61 | Maciej Paterski       | LIQ    | + 18' 03"   |
| 70 | Tomasz Marczyński     | VCD    | + 21' 43"   |
| 73 | Michał Gołaś          | OPQ    | + 23' 05"   |

### Etap 7 – 25.03: Badalona > Barcelona, 119,8 km
| #  | Zawodnik          | Zespół | Czas       |
| -- | ----------------- | ------ | ---------- |
| 1  | Julien Simon      | SAU    | 4h 04' 50" |
| 2  | Francesco Gavazzi | AST    | + 0"       |
| 3  | Damiano Cunego    | LAM    | + 0"       |
|    |                   |        |            |
| 9  | Maciej Paterski   | LIQ    | + 0"       |
| 14 | Sylwester Szmyd   | LIQ    | + 0"       |
| 27 | Michał Gołaś      | OPQ    | + 0"       |
| 81 | Tomasz Marczyński | VCD    | + 03' 28"  |

| #  | Zawodnik              | Zespół | Czas        |
| -- | --------------------- | ------ | ----------- |
| 1  | Michael Albasini      | GEC    | 24h 15' 45" |
| 2  | Samuel Sánchez        | EUS    | + 01' 30"   |
| 3  | Jurgen Van den Broeck | LTB    | + 01' 32"   |
|    |                       |        |             |
| 13 | Sylwester Szmyd       | LIQ    | + 01' 32"   |
| 58 | Maciej Paterski       | LIQ    | + 18' 03"   |
| 66 | Michał Gołaś          | OPQ    | + 23' 05"   |
| 68 | Tomasz Marczyński     | VCD    | + 25' 11"   |

## Liderzy klasyfikacji po etapach
| Etap                 | Zwycięzca            | Klasyfikacja generalna | Klasyfikacja górska  | Klasyfikacja sprinterska | Klasyfikacja drużynowa |
| -------------------- | -------------------- | ---------------------- | -------------------- | ------------------------ | ---------------------- |
| 1                    | Michael Albasini     | Michael Albasini       | Michael Albasini     | Anthony Delaplace        | GreenEdge Cycling Team |
| 2                    | Michael Albasini     | Michael Albasini       | Michael Albasini     | Anthony Delaplace        | Sky Procycling         |
| 3                    | Janez Brajkovič      | Michael Albasini       | Chris Anker Sørensen | Michael Albasini         | Sky Procycling         |
| 4                    | Rigoberto Urán       | Michael Albasini       | Chris Anker Sørensen | Julián Sánchez           | Garmin-Barracuda       |
| 5                    | Julien Simon         | Michael Albasini       | Chris Anker Sørensen | Tomasz Marczyński        | Garmin-Barracuda       |
| 6                    | Samuel Sánchez       | Michael Albasini       | Chris Anker Sørensen | Tomasz Marczyński        | Garmin-Barracuda       |
| 7                    | Julien Simon         | Michael Albasini       | Chris Anker Sørensen | Tomasz Marczyński        | Garmin-Barracuda       |
| Klasyfikacja końcowa | Klasyfikacja końcowa | Michael Albasini       | Chris Anker Sørensen | Tomasz Marczyński        | Garmin-Barracuda       |

## Końcowa klasyfikacja generalna
| M-ce | Imię i nazwisko       | Kraj       | Drużyna                 | Czas        |
| ---- | --------------------- | ---------- | ----------------------- | ----------- |
| 1.   | Michael Albasini      | Szwajcaria | GreenEdge Cycling Team  | 24h 15' 45" |
| 2.   | Samuel Sánchez        | Hiszpania  | Euskaltel-Euskadi       | + 01' 30"   |
| 3.   | Jurgen Van den Broeck | Belgia     | Lotto-Belisol           | + 01' 32"   |
| 4.   | Daniel Martin         | Irlandia   | Garmin-Barracuda        | + 01' 32"   |
| 5.   | Rigoberto Urán        | Kolumbia   | Team Sky                | + 01' 32"   |
| 6.   | Damiano Cunego        | Włochy     | Lampre-ISD              | + 01' 32"   |
| 7.   | Robert Kiserlovski    | Chorwacja  | Pro Team Astana         | + 01' 32"   |
| 8.   | Matteo Carrara        | Włochy     | Vacansoleil-DCM         | + 01' 32"   |
| 9.   | Dario Cataldo         | Włochy     | Omega Pharma-Quick Step | + 01' 32"   |
| 10.  | Sergio Pardilla       | Hiszpania  | Movistar Team           | + 01' 32"   |
|      |                       |            |                         |             |
| 13.  | Sylwester Szmyd       | Polska     | Liquigas-Cannondale     | + 01' 32"   |
| 58.  | Maciej Paterski       | Polska     | Liquigas-Cannondale     | + 18' 03"   |
| 66.  | Michał Gołaś          | Polska     | Omega Pharma-Quick Step | + 23' 05"   |
| 68.  | Tomasz Marczyński     | Polska     | Liquigas-Cannondale     | + 25' 11"   |
| –    | Rafał Majka           | Polska     | Team Saxo Bank          | DNF-3       |
| –    | Jacek Morajko         | Polska     | Vacansoleil-DCM         | DNF-4       |